# Eupileta
Eupileta is een geslacht van vlinders van de familie spanners (Geometridae), uit de onderfamilie Ennominae.

## Soorten
- E. hirsuta Warren, 1905
- E. subcaesia Warren, 1906